# Conciergerie

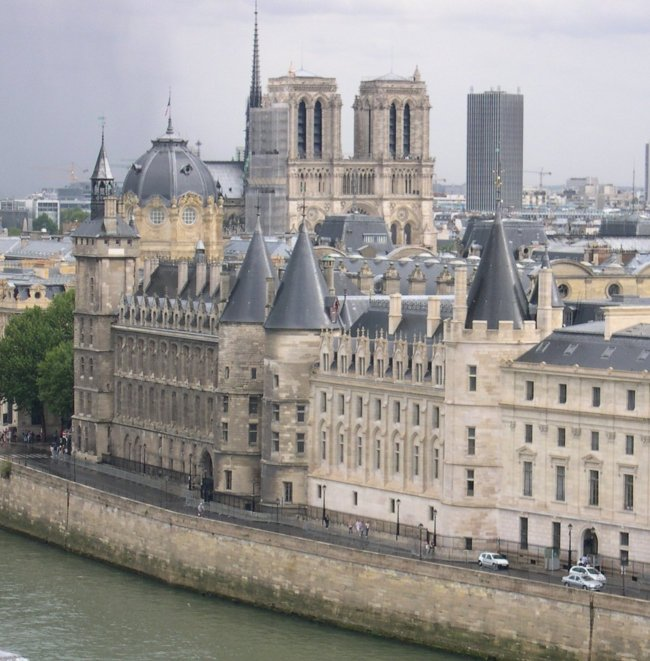
De Conciergerie (links) met de Tour de l'Horloge op de hoek van de Quai de l'Horloge en de Boulevard du Palais. Op de achtergrond de koepel van het Tribunal de Commerce, de Notre-Dame en de toren van Sorbon Paris VI

De Conciergerie is een historisch gebouwencomplex in het centrum van de Franse hoofdstad Parijs, gelegen op het Île de la Cité in het 1e arrondissement, vlak bij de Notre Dame. Het gebouw was voornamelijk in gebruik als gevangenis en was onderdeel van het Palais de la Cité, het oudste paleis van de Franse koningen. Van dit paleis is de Conciergerie, samen met de Sainte-Chapelle en een tweetal zalen, het belangrijkste overblijfsel. Het complex maakt nu deel uit van het Paleis van justitie.

## Geschiedenis
Filips IV de Schone (1268-1314) liet de Conciergerie begin 14e eeuw bouwen door de architecten Nicolas des Chaumes en Jean de Saint-Germer. Het was de zetel van de Comte des Cierges (graaf der kaarsen), die de scepter zwaaide over belastingen en huisvesting. Naar deze titel is het gebouw vernoemd, ook het woord conciërge is daarvan afkomstig. In 1358 verhuisde de koninklijke familie naar het Louvre. Vanaf 1391 deed de Conciergerie dienst als staatsgevangenis voor soms wel 1200 gevangenen.

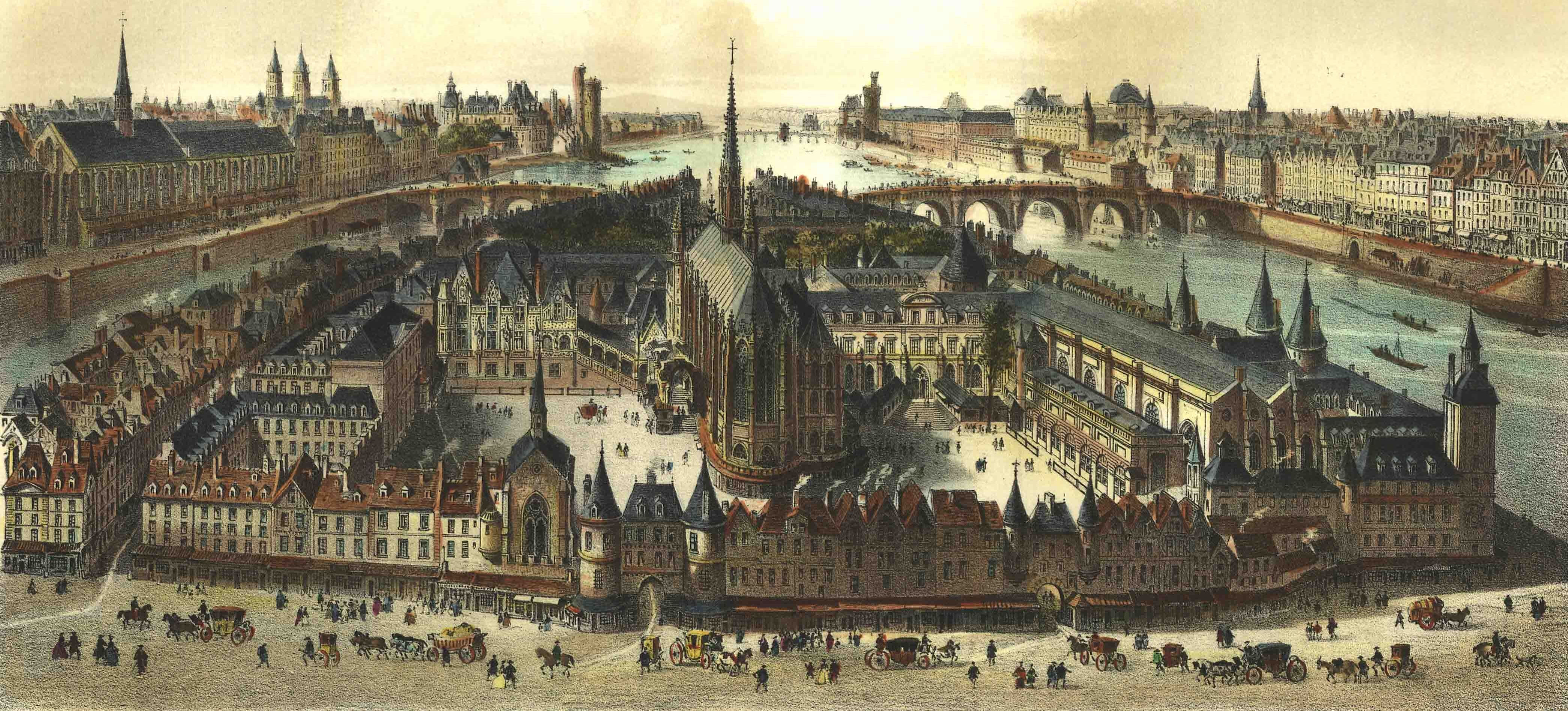
Het Paleis van justitie in 1850, vóór de grote verbouwingen. Rechts de Conciergerie

De Conciergerie was tijdens de Franse Revolutie en de daarop volgende Terreur meestal niet meer dan een tussenstap voor de guillotines, die onder andere waren opgesteld op de Place de la Concorde, Place de la Bastille en de Place du Carrousel aux Tuileries. De bekendste gevangenen die hier gevangen werden gehouden en in het daarnaast gelegen Paleis van Justitie ter dood werden veroordeeld, waren koningin Marie-Antoinette (de vrouw van Lodewijk XVI), de dichter André Chénier, Charlotte Corday en Robespierre. De cellen van Marie-Antoinette en Robespierre zijn nu kapelletjes ter nagedachtenis met portretten en persoonlijke voorwerpen, en zijn te bezichtigen.
Ook in de 19e eeuw bleef de Conciergerie gebruikt worden als gevangenis (onder andere voor Napoleon III). In het midden van de 19e eeuw onderging het gebouw een grondige renovatie, waarna het in 1914 voor het publiek werd opengesteld als nationaal historisch monument.

## Beschrijving
De Salle des Gardes, de Salle des Gens d'armes en de keukens zijn overblijfselen van het middeleeuwse koninklijk paleis. Toen ze werden gebouwd bevonden de twee zalen zich op straatniveau, maar doordat het eiland werd opgehoogd om overstromingen te voorkomen, bevinden ze zich nu onder het straatniveau.
- De Salle des Gens d'armes ("zaal van de wapendragers") is 69 m lang en 27 m breed en 8,5 meter hoog. De zaal lag voorheen onder de prachtvolle Grand'Salle, waar de koningen van Frankrijk banketten hielden om koninklijke gasten te verwelkomen. Tijdens de middeleeuwen werd de benedenverdieping gebruikt als eetzaal voor het personeel; er konden wel tweeduizend personen verblijven. Een trap, nu ommuurd, verbond de benedenverdieping met de Grand'Salle. Vanaf de 15e eeuw werd de hal verdeeld in kleinere kamers en gevangeniscellen, wat later weer ongedaan is gemaakt. De zaal wordt tegenwoordig onder andere gebruikt als concertzaal.
- De Salle des Gardes ("zaal van de bewakers") uit omstreeks 1300 meet 22,8 × 11,8 m en is 6,9 meter hoog. Het is een elegant gemeubileerde zaal met uitzicht op de Seine. Twee trappen leiden naar de Tour de César en de Tour d'Argent. Tot circa 1850 was de zaal gevuld met gevangeniscellen, waarna deze werd hersteld naar zijn oorspronkelijke uiterlijk. De voorheen boven de zaal gelegen Grand'Chambre, waar de koning gerechtelijke hoorzittingen hield en waar tijdens de Revolutie het Revolutionair Tribunaal bijeenkwam, bestaat niet meer.
- De Cuisines, oorspronkelijk de paleiskeukens, met onder andere vier grote open haarden.

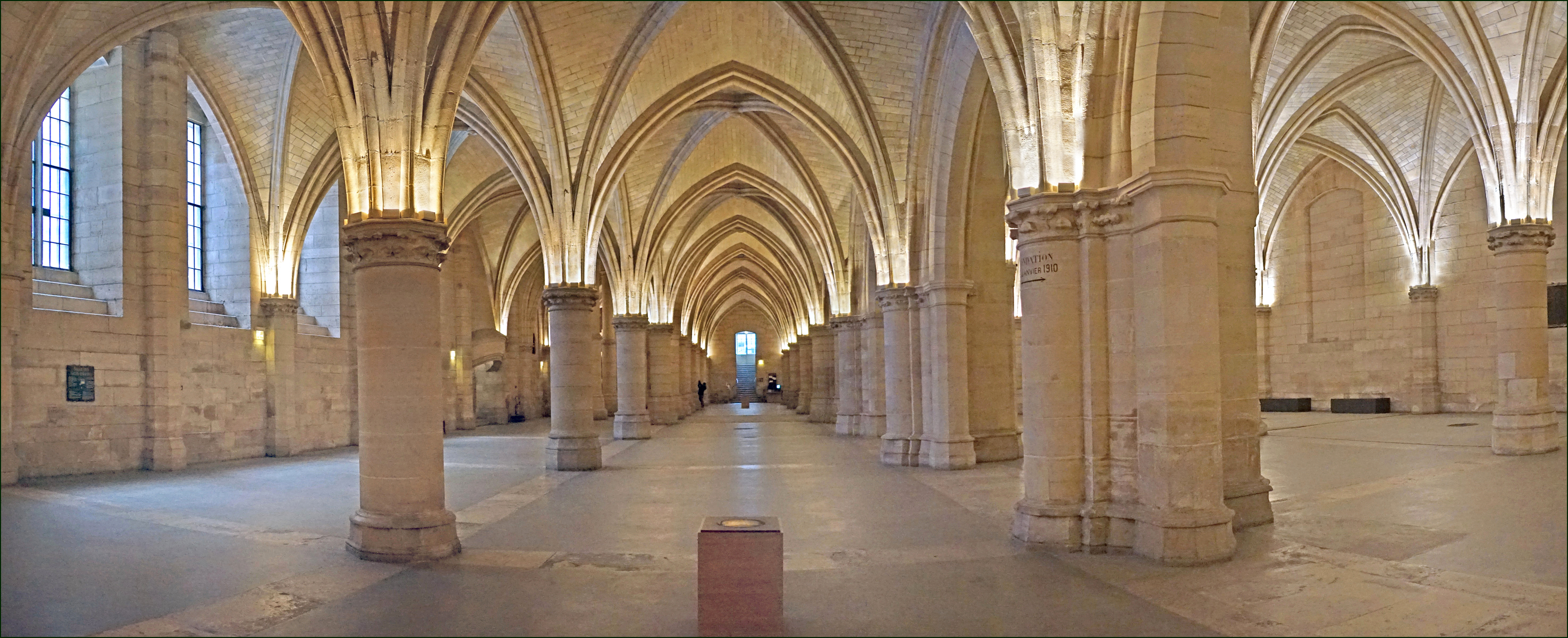
Salle des Gens d'armes
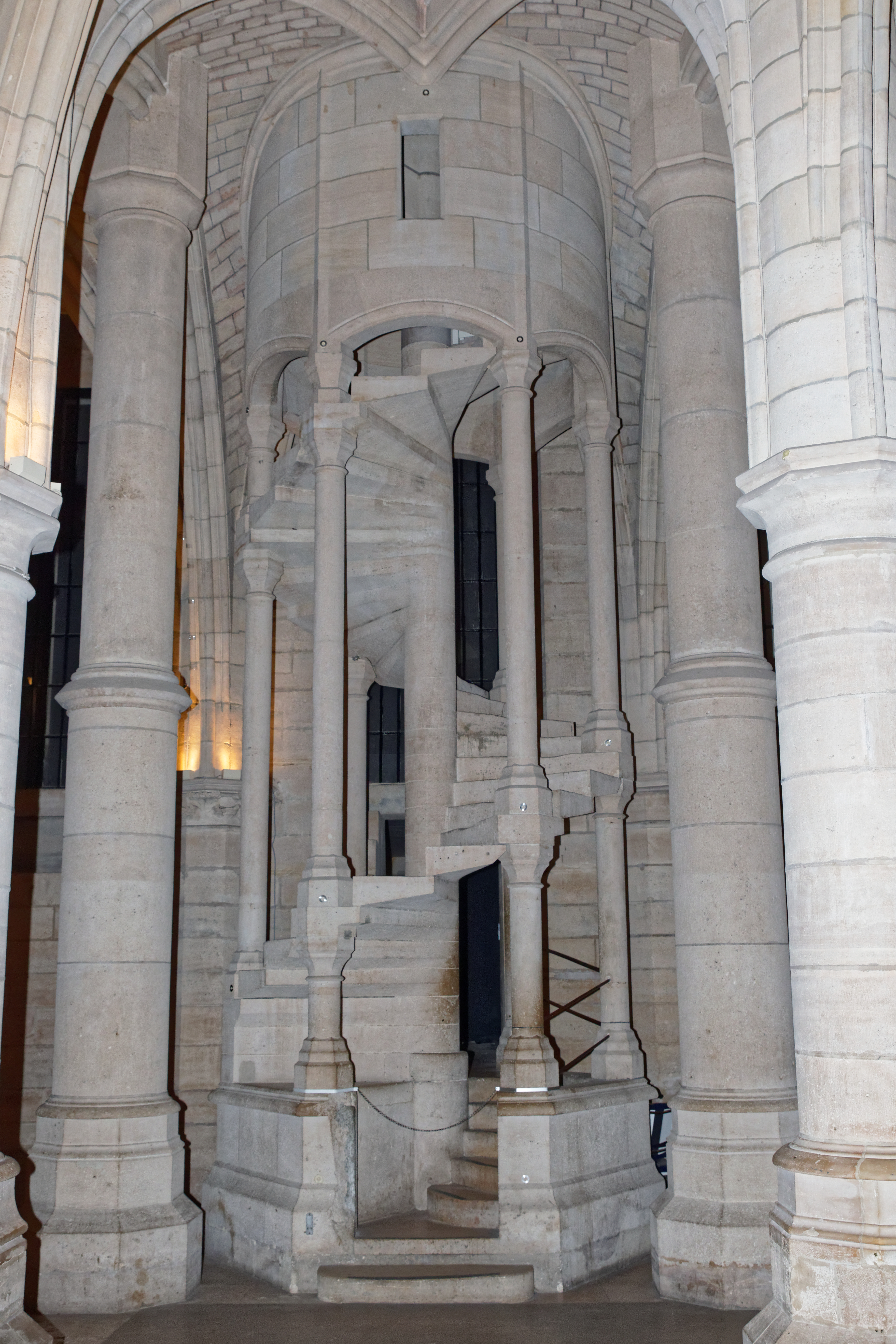
Idem, trap
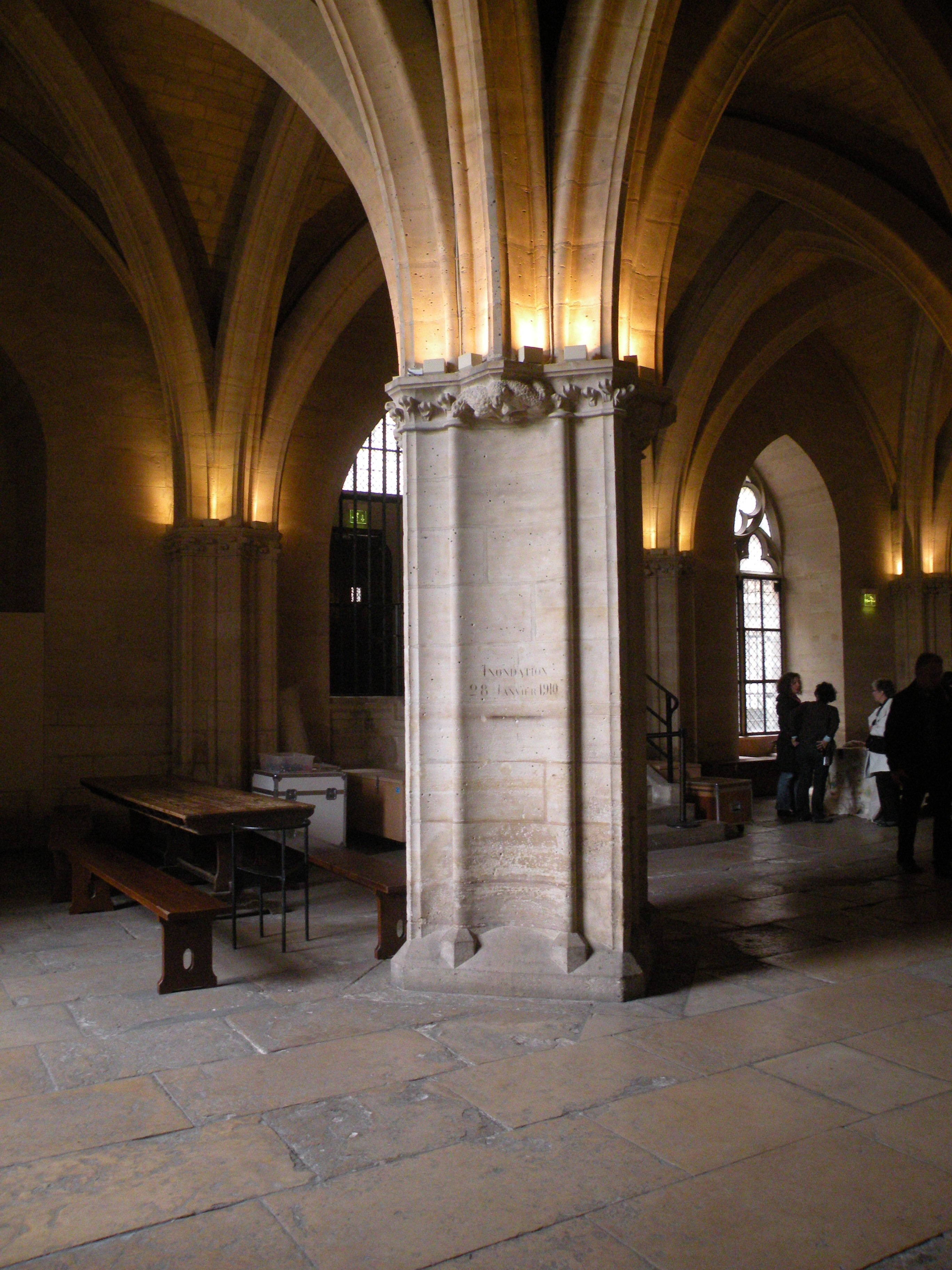
Salle des Gardes
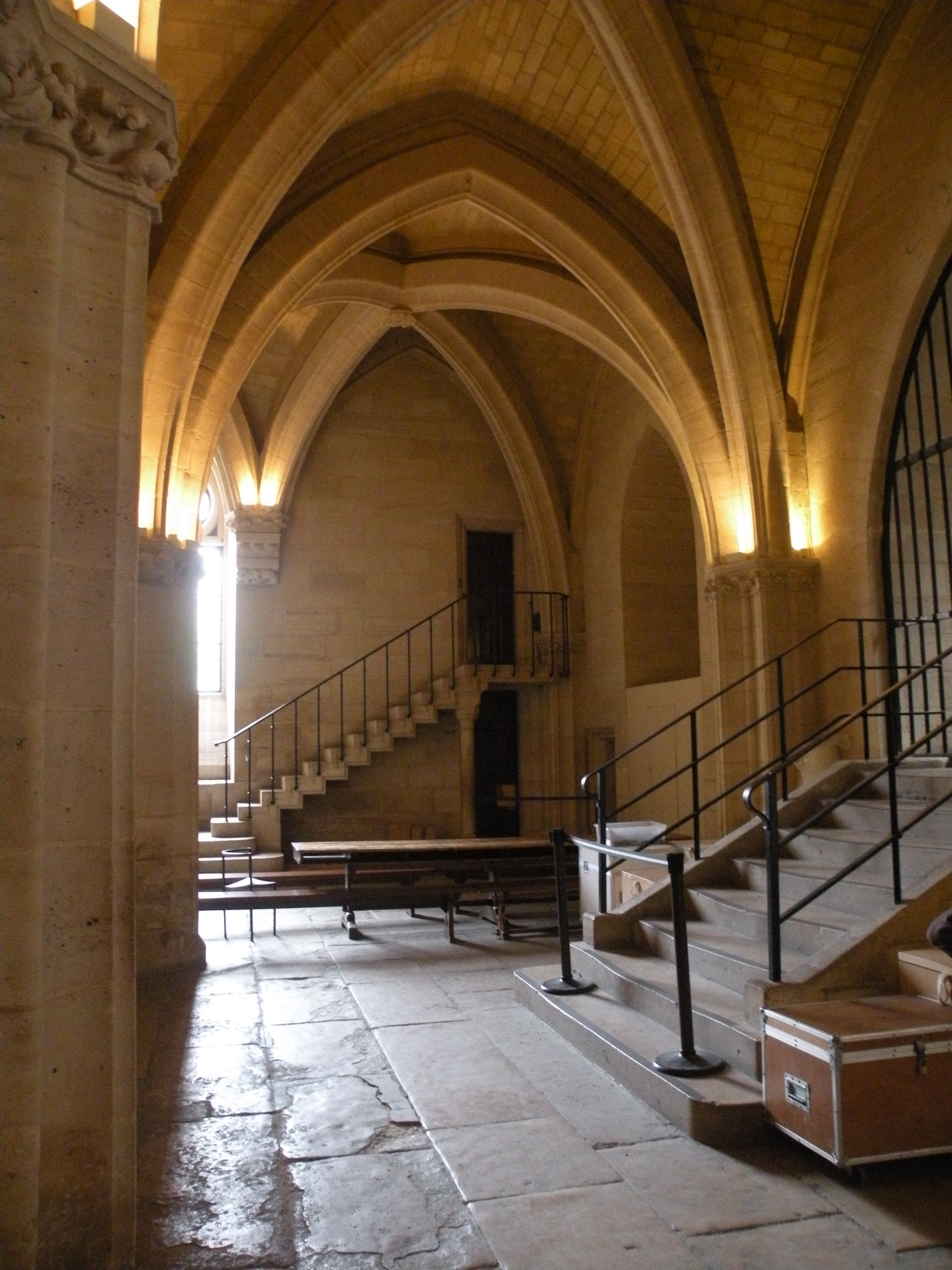
Idem, trappen
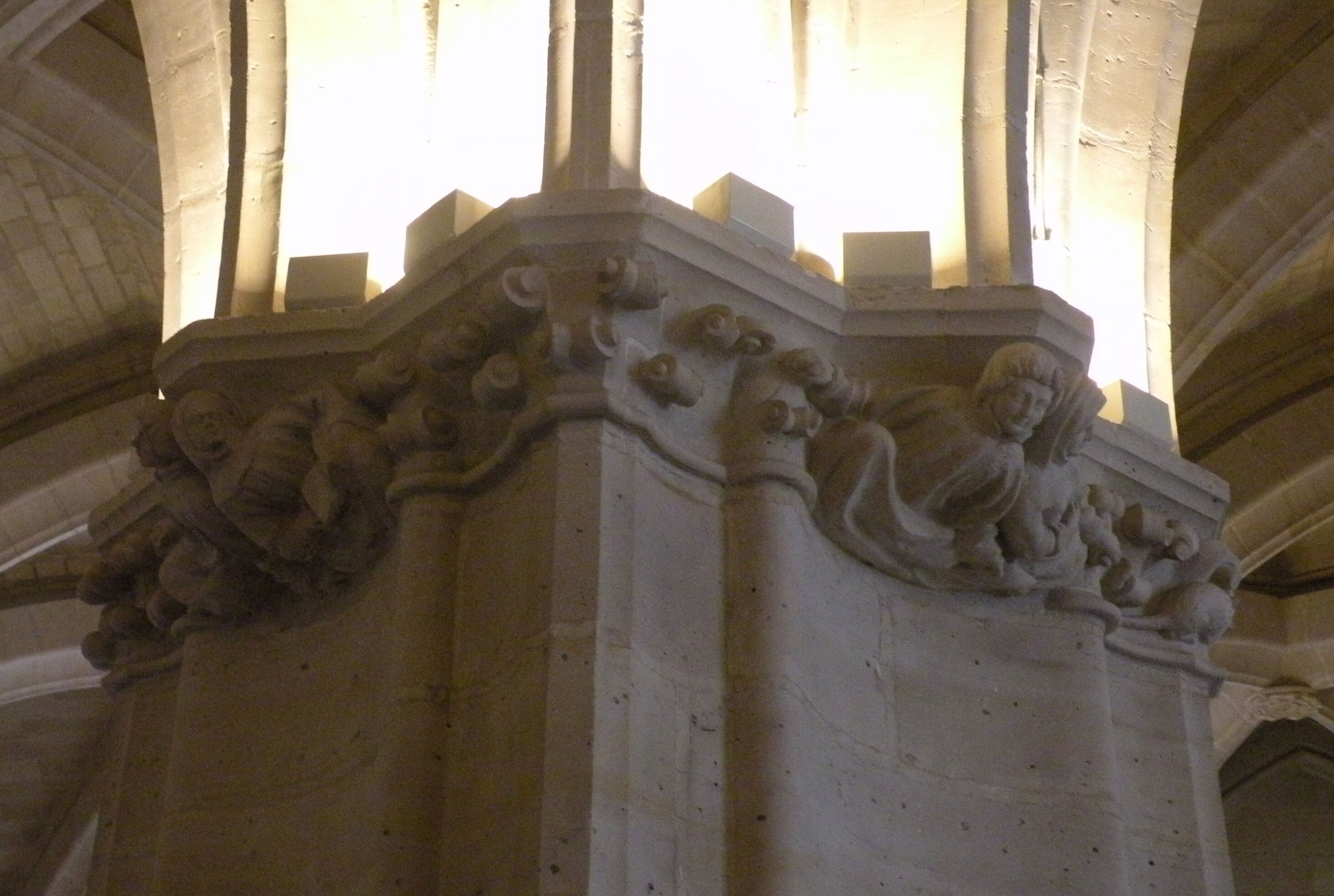
Idem, gebeeldhouwd kapiteel

Het gevangenisgedeelte van de Conciergerie, zoals dat vandaag de dag zichtbaar is, dateert grotendeels uit de late 18e eeuw. De gevangenis werd in de 19e eeuw verbouwd en uitgebreid. Een deel werd in de jaren 1980 gerestaureerd en is te bezichtigen.
- De Cour des Femmes was de binnenplaats waren vrouwelijke gevangenen, waaronder Marie Antoinette, werden gelucht. Ze mochten er hun kleding wassen in de fontein en mochten hier ook buiten eten. De binnenplaats is sinds de Revolutie nauwelijks veranderd.
- De Cellule de la Reine is de cel waar Marie Antoinette tweeënhalve maand voor haar proces en executie doorbracht. Koning Lodewijk XVIII liet de cel na de Bourbonrestauratie ombouwen tot "verzoeningskapel". De kapel beslaat zowel de ruimte van haar oorspronkelijke cel als de ziekenzaal van de gevangenis, waar Robespierre werd vastgehouden na zijn zelfmoordpoging en voorafgaand aan zijn proces en executie.
- De Rue de Paris is een deel van de Salle des Gardes dat in de 15e eeuw door een traliewerk van de rest van de zaal werd afgescheiden. Tijdens de Revolutie werd het gebruikt als een gemeenschappelijke cel voor gevangenen toen alle andere cellen vol waren. Het ontleende zijn naam aan "Monsieur Paris", zoals de beul werd genoemd.
- De Kapel van de Girondijnen is een ruimte die sinds de Revolutie nauwelijks is veranderd. De kapel werd gebouwd na de brand van 1776 op de plek van de middeleeuwse paleiskapel. In 1793 en 1794, toen de gevangenis overvol was, werd de kapel omgebouwd tot gevangeniscellen. Het ontleende zijn naam aan de girondijnen, een revolutionaire factie van afgevaardigden, die zich verzetten tegen de meer radicale montagnards van Robespierre. De afgevaardigden die werden gearresteerd hielden de avond voor hun executie een laatste "banket" in de kapel.

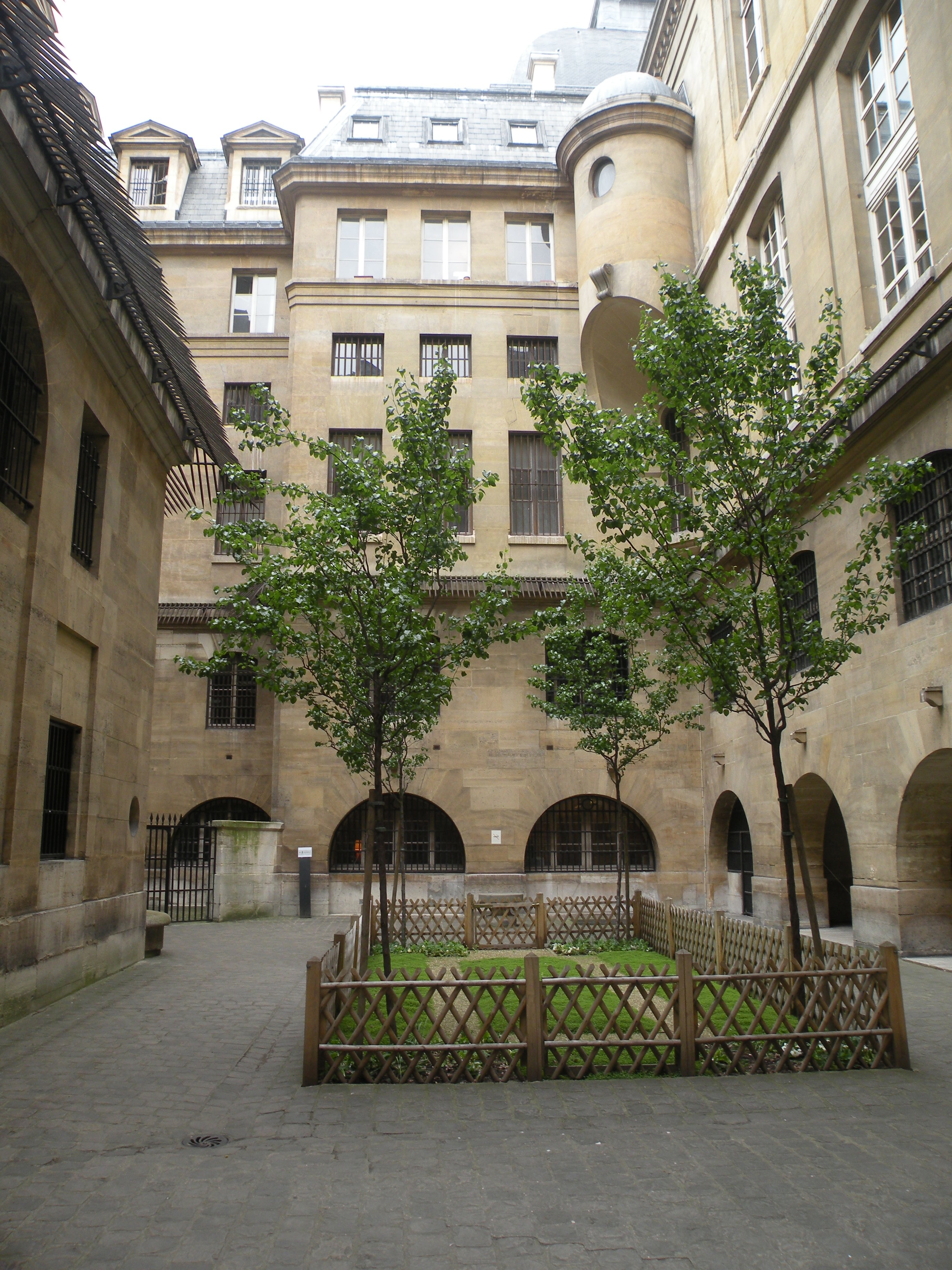
Cour des Femmes
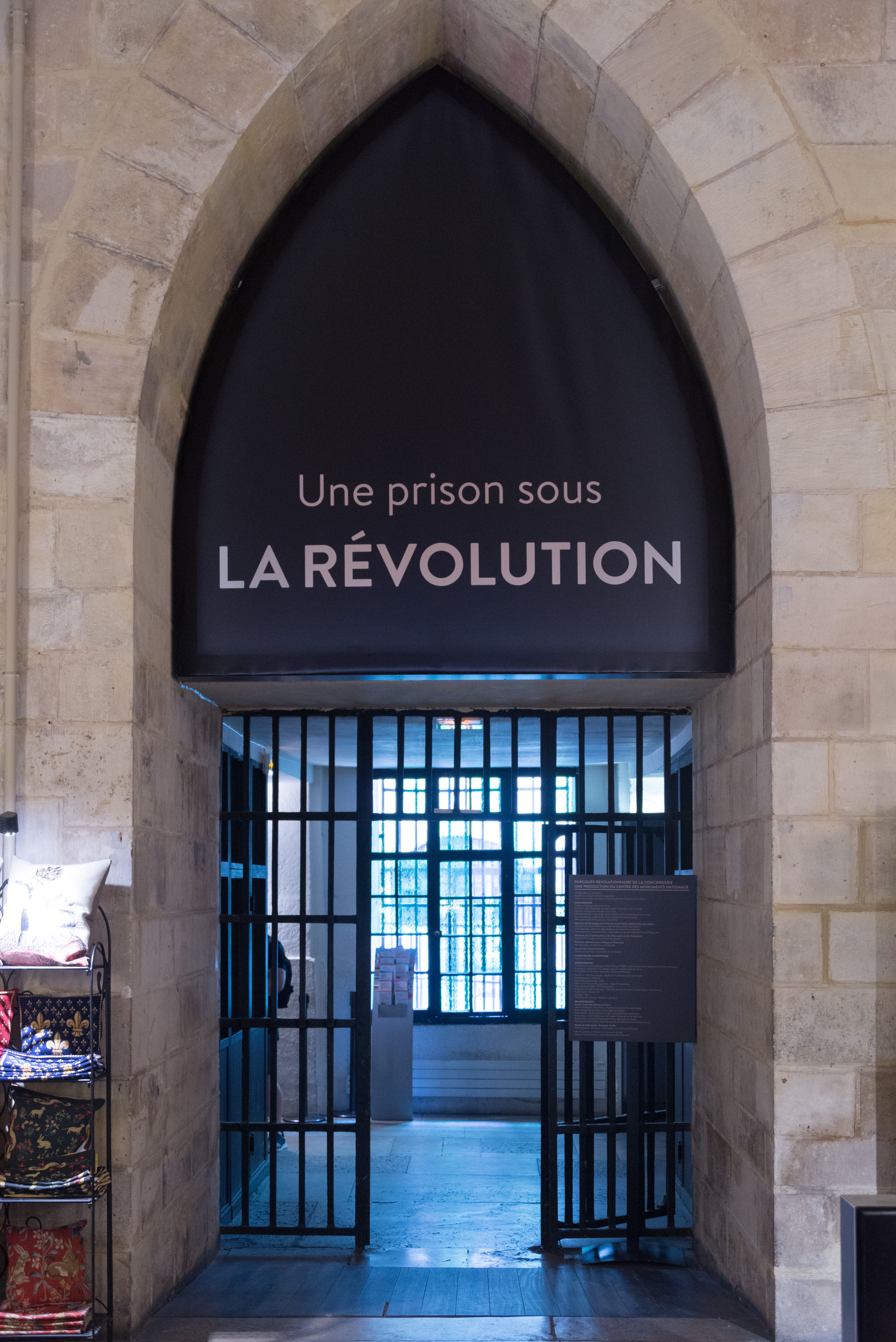
Entree expositie
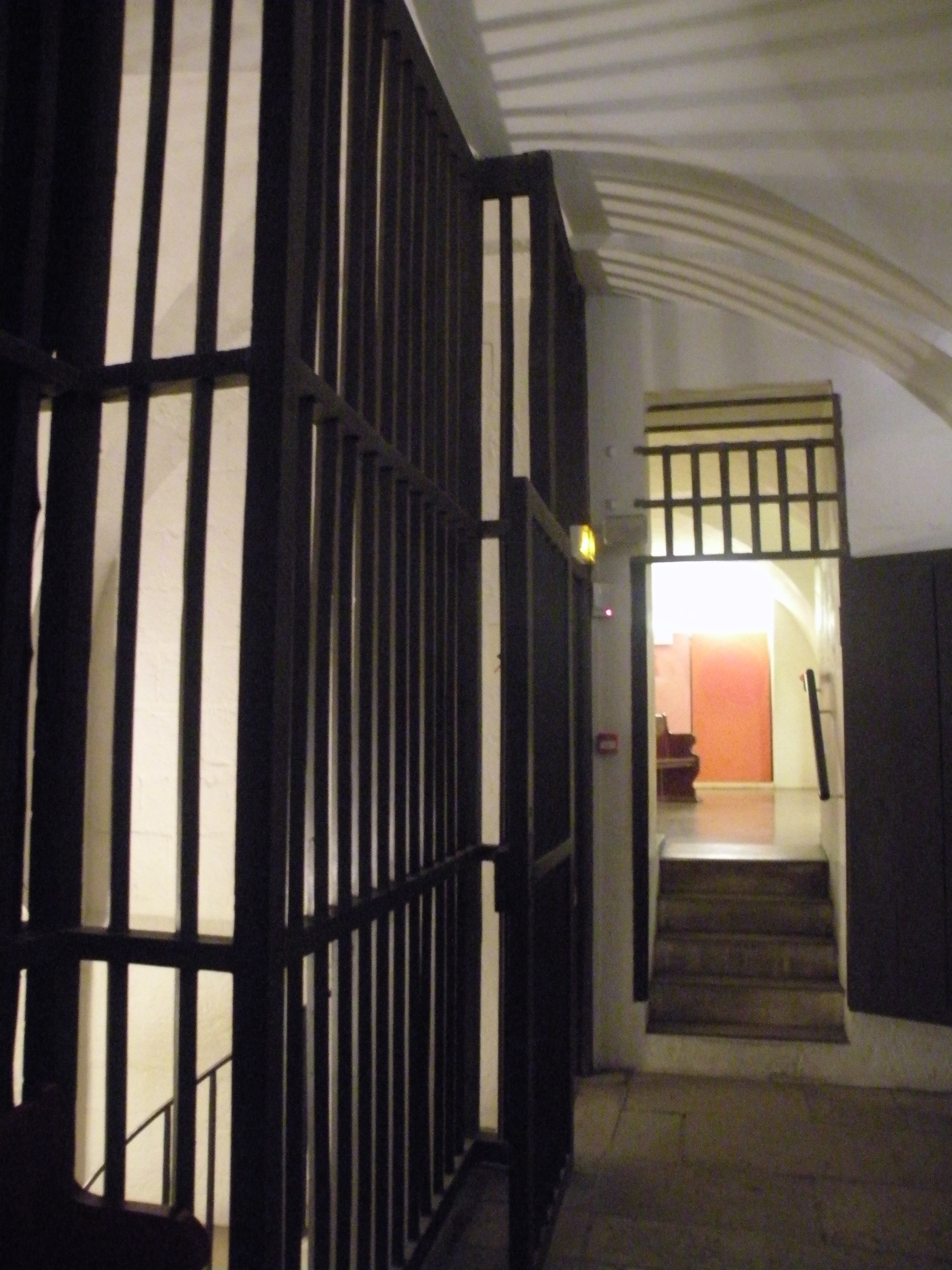
Gevangeniscellen
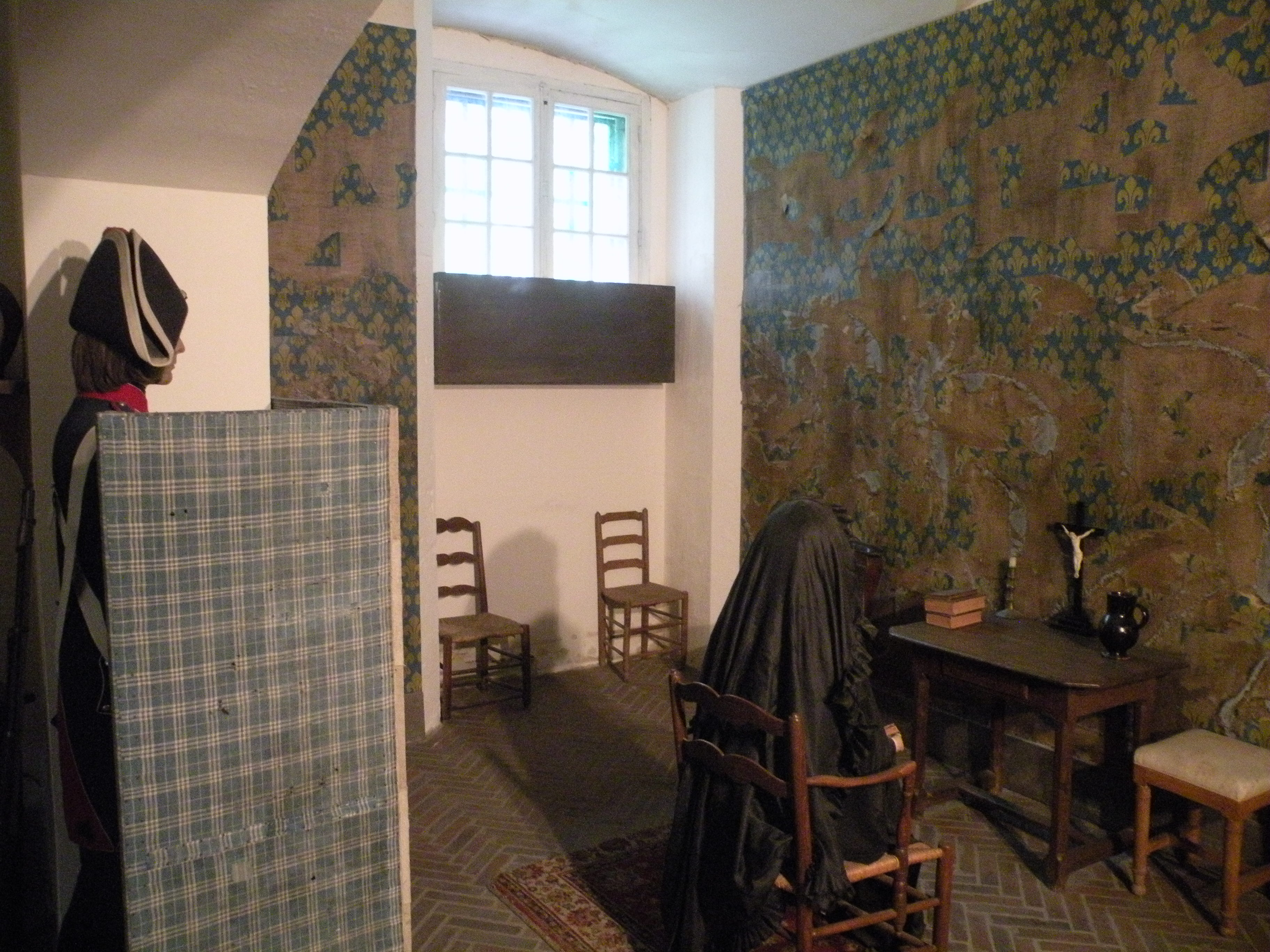
Cellule de la Reine
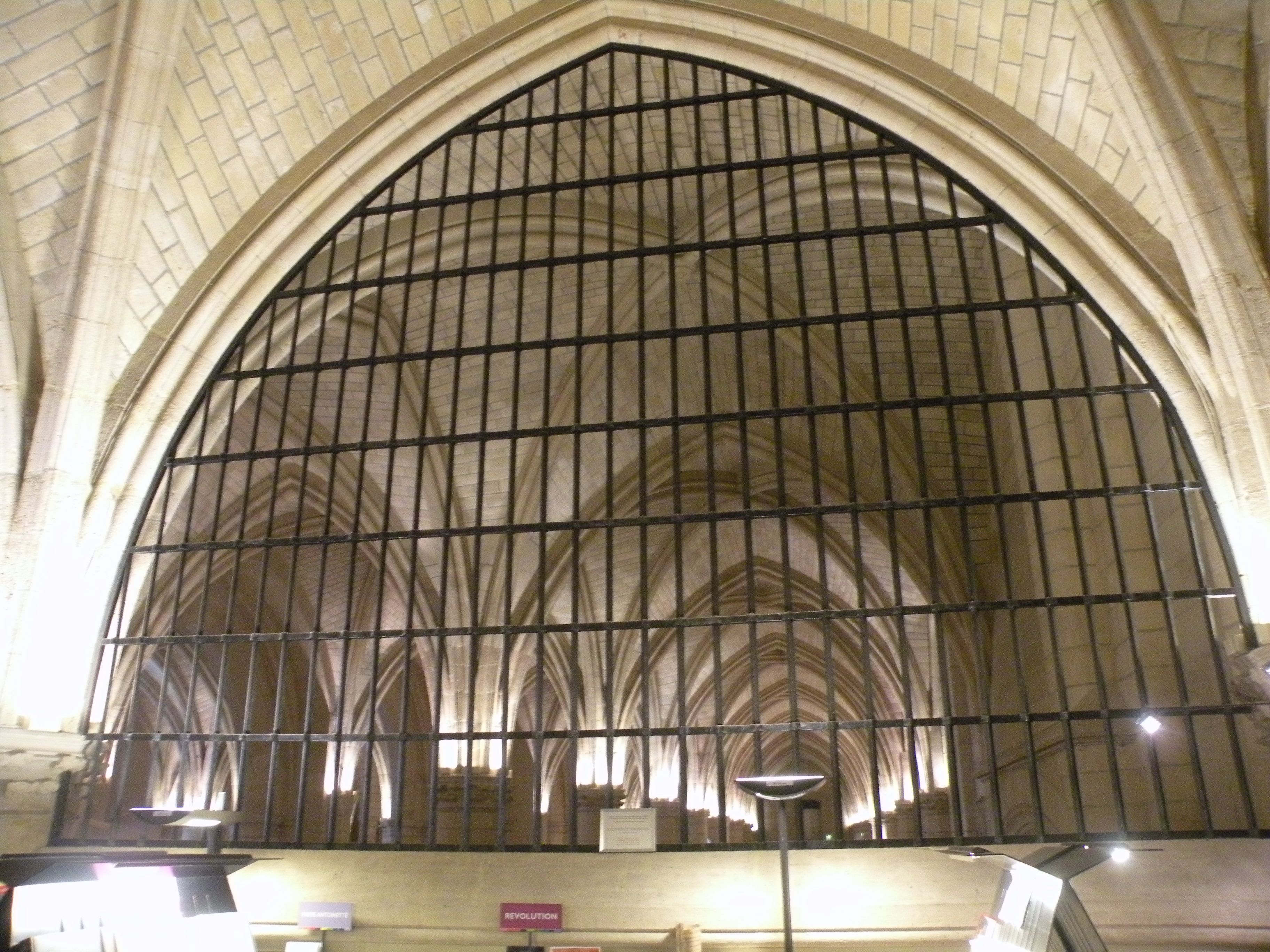
Rue de Paris
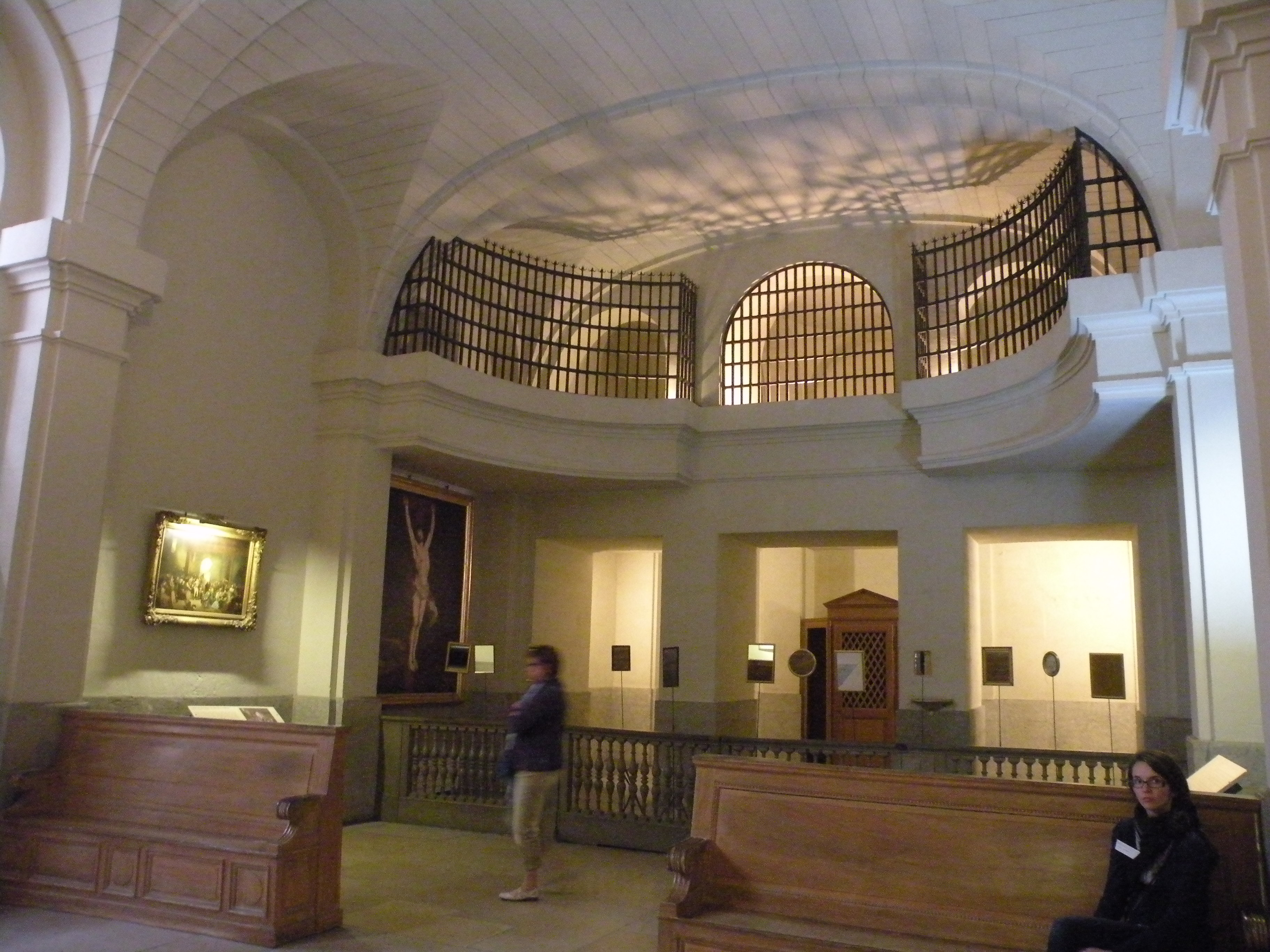
Kapel van de Girondijnen